# Une colonne de feu
 (septembre 2017).
Si vous disposez d'ouvrages ou d'articles de référence ou si vous connaissez des sites web de qualité traitant du thème abordé ici, merci de compléter l'article en donnant les références utiles à sa vérifiabilité et en les liant à la section « Notes et références ».
Une colonne de feu (A Column of Fire) est un roman historique de Ken Follett, écrit en 2017. C'est le troisième volet de la trilogie Les Piliers de la Terre, faisant suite à Un monde sans fin . Il est sorti le 14 septembre dans une dizaine de pays et a connu un premier tirage de 220 000 en France.

## Synopsis
Au milieu du XVIe siècle en Angleterre, catholiques et protestants se déchirent, alors que le monde change radicalement. À Kingsbridge, quatre siècles après que Tom et Jack y eurent bâti la première cathédrale gothique du pays, Ned Willard et Margery Fitzgerald sont deux jeunes amoureux, dont les familles adoptent des attitudes opposées dans ce conflit. La famille Fitzgerald soutient la politique de la souveraine Marie Tudor visant à restaurer le catholicisme après les règnes protestants de son demi-frère et de son père. Mais sa mort en 1558 permet à Élisabeth Ire d'accéder au trône et d'établir l'autorité de l'église protestante anglaise dont elle devint le gouverneur suprême. Entourée d'un groupe de conseillers de confiance mené par William Cecil, elle met en place les premiers services secrets du pays. Ned y est engagé puis envoyé à Paris où Marie Stuart et ses partisans intriguent contre la souveraine britannique. 
À Paris, Sylvie Palot est la fille des libraires protestants qui risquent leur vie pour diffuser les écrits de Jean Calvin et la Bible traduite en français dans leur communauté. Elle vit les troubles religieux à Paris avec notamment le Massacre de la Saint-Barthélemy. Pierre Aumande est quant à lui un petit escroc dont un concours de circonstance l'amène à se mettre au service de la puissante et très catholique famille de Guise pour espionner les protestants.
À Séville, le frère aîné de Ned Willard, Barney, est en affaire avec son cousin Carlos qui est fondeur. En conflit avec de puissants concurrents, ils doivent tous deux s'engager dans la marine espagnole en compagnie d'Ebrima, jusqu'alors esclave de Carlos. Barney débute alors une carrière de marin qui le mènera aux Pays-Bas, aux Caraïbes et à affronter l'Invincible Armada.
Sur fond de guerres de religion en France et en Europe catholiques et protestants s'affrontent. Mais au sein de chaque camp, certains réalisent que la véritable ligne de fracture concerne peut-être la tolérance et le vivre ensemble...

## Événements historiques
L'intrigue comprend des représentations détaillées de plusieurs événements historiques importants de la fin du XVIe et du début du XVIIe siècle. En général, Follett suit les faits historiques connus, mais en les modifiant dans la mesure nécessaire pour que ses personnages de fiction jouent un rôle significatif : 
- la mort du roi Henri II de France dans un accident de joute - un événement traumatisant qui a préparé le terrain pour les décennies de Guerres de religion françaises ;

- l'évasion de Marie Stuart de son emprisonnement au  Château de Loch Leven (1568), décrit de façon très détaillée du point de vue de la fictive Alison McKay, à qui Follett attribue le rôle de diverses dames d'honneur et servantes de la reine Marie. Alison McKay est décrite comme ayant ensuite fortement mais vainement exhorté Marie à ne pas prendre la décision d'aller en Angleterre - une erreur fatale qui a conduit à un emprisonnement beaucoup plus long que la fidèle Alison a partagé jusqu'au moment de l'exécution de Marie ;

- le massacre de la Saint-Barthélemy (1572) au cours de laquelle des foules catholiques ont massacré des centaines de protestants à Paris. Le récit de Follett attribue au principal méchant du livre, Pierre Aumande - un homme intelligent, capable et totalement impitoyable - la responsabilité principale de la planification et du lancement du massacre. Il est dépeint comme manipulant la famille Guise, le roi et sa mère et le maire de Paris, mobilisant la milice parisienne pour de fausses raisons et la forçant à tuer des protestants, et utilisant de manière meurtrière les listes méticuleuses de noms et d'adresses de protestants parisiens, qu'Aumande avait compilées au cours des années précédentes d'espionnage systématique. Dans tout cela, Aumande est montré comme étant principalement motivé par l'opportunisme, cherchant à renforcer sa position de principal conseiller de la famille Guise, et il se sert également du massacre général pour régler de manière sadique certains comptes personnels. Le protagoniste Ned Willard et Sylvie Palot (sous le pseudonyme Thérèse Saint-Quentin), la femme protestante française qu'il aime, ne sont avertis que tardivement de l'imminence du massacre et ne peuvent avertir à temps que quelques protestants menacés - au risque de leur propre vie ;

- la Conspiration de Babington (1587), dans laquelle les agents de la reine Élisabeth Ire ont mis la main sur une correspondance secrète dans laquelle Marie Stuart a explicitement consenti au plan des conspirateurs de tuer la reine protestante Élisabeth et de placer la catholique Marie sur le trône - preuve qui a conduit à l'exécution de Marie pour trahison. Follett attribue à Ned Willard - travaillant au sein des services secrets de la reine en tant qu'adjoint de Francis Walsingham - le mérite d'avoir minutieusement mis au jour le complot et d'avoir intimidé Gilbert Gifford pour qu'il devienne agent double et remette aux agents de la reine les lettres envoyées à et par Mary. En réalité, Gifford fut recruté par Walsingham lui-même ;

- l'Invincible Armada (1588), par laquelle le roi Philippe II d'Espagne a cherché à conquérir l'Angleterre. Follett attribue à Ned Willard deux importantes contributions à la victoire anglaise. Tout d'abord, des années auparavant, Ned s'entretient avec son frère Barney, un marin anglais chevronné dont le navire avait bien résisté à une bataille navale contre un galion espagnol au large d'Hispaniola. Sur la base de cette expérience, Barney estime que l'Angleterre ne devrait pas chercher à construire ses propres galions, mais plutôt créer une marine composée de "navires plus petits et plus agiles, qui pourraient danser autour d'un galion et le ratisser à coups de canon". Ned transmet ce conseil à la reine, qui le met en pratique - et construit les navires qui finiront par vaincre l'Armada. Plus près des événements, Ned Willard part en mission d'espionnage dangereuse de Anvers à Calais, pour évaluer la force espagnole. De son cousin marchand, basé à Anvers, Ned Willard entend parler des brûlots utilisés contre les Espagnols lors du récent  Siège d'Anvers. Sur cette base, Ned Willard conseille aux commandants anglais de charger les canons des brûlots envoyés dans le port de Calais, afin que même sans équipage humain, ils puissent commencer à tirer lorsque le feu les atteindra. Cela s'avère très crucial, car sinon les Espagnols auraient pu remorquer les navires anglais pour qu'ils brûlent sans danger en pleine mer. Sans les brûlots, les navires espagnols se seraient dispersés et auraient rompu leur formation, l'issue de la bataille aurait pu être différente. Comme le montre l'histoire, ni Ned ni personne d'autre n'est conscient du rôle crucial que ses conseils ont joué dans la victoire anglaise. Seul l'écrivain omniscient le transmet au lecteur en faisant des allers-retours entre les points de vue anglais et espagnol. Dans sa représentation de l'Armada, Follett s'efforce clairement d'être juste envers les deux parties, soulignant à plusieurs reprises que les Anglais et les Espagnols avaient des combattants courageux et des marins compétents ;

- la Conspiration des Poudres (1605), dans laquelle des conspirateurs catholiques ont cherché à faire sauter le Parlement d'Angleterre et à tuer d'un seul coup le Roi Jacques Ier récemment intronisé, ses fils  Henri et  Charles et tous ses principaux ministres et conseillers, et à utiliser le vide de pouvoir qui en résulte pour s'emparer du pouvoir. Follett attribue à l'antagoniste du livre, le fervent catholique Rollo Fitzgerald, le rôle d'initiateur du complot et de recruteur de Guy Fawkes pour le mettre en œuvre. A Ned Willard est attribué le rôle de découvrir le complot et de le prévenir au dernier moment. Dans un but dramatique, Follett omet le fait historique que la poudre à canon avait subi une certaine détérioration et qu'elle n'aurait peut-être pas explosé. Comme le décrit le livre, elle était complètement combustible et le complot aurait très bien pu être mis à exécution, avec des résultats dramatiques pour l'histoire anglaise ultérieure, mais Ned Willard l'a découvert en temps voulu.

## Personnages

### Personnages de point de vue
- Ned Willard - Fils cadet d'une famille prospère de commerçants  de Kingsbridge, un protestant tolérant qui ne veut pas qu'un homme meure pour sa foi.
- Margery Fitzgerald - Fille du maire de Kingsbridge, une catholique aux loyautés déchirées entre sa religion et son amour pour Ned Willard, avec qui elle partage des idéaux communs.
- Rollo Fitzgerald - Frère aîné de Margery, un catholique pur et dur. Un tyran implacable qui considère l'honneur de sa famille comme plus important que celui de ses membres individuels.
- Pierre Aumande - Escroc catholique français ambitieux mais de basse extraction. Au fur et à mesure que l'histoire avance, il se révèle de plus en plus sadique et au cœur noir.
- Sylvie Palot - Fille d'un imprimeur et libraire parisien, protestante zélée mais tolérante. Pleine de courage et de désir de changer le monde, elle se met volontiers en danger au nom de sa foi et de ses idéaux.
- Alison McKay - Dame de compagnie et amie d'enfance proche de Marie, reine d'Écosse, une catholique. Décrite comme belle, et fidèle, il y a peu de choses qu'elle ne fera pas pour le bien de Marie.
- Barney Willard - Frère aîné de Ned, un commerçant vivant avec des parents en Espagne, un catholique tolérant. Un voyou diablement attentionné et entreprenant, il vit pour le frisson de l'aventure, la compagnie de belles femmes, et la vie de marin.
- Ebrima Dabo - Un homme d'Afrique de l'Ouest asservi, en esclavage aux relations espagnoles des Willard, un catholique de façade qui suit secrètement les croyances traditionnelles mandingues.

### Personnalités historiques en vedette[2]
- Marie Tudor, reine d'Angleterre - Demi-sœur aînée d'Élisabeth Ire, catholique pure et dure (mentionnée, mais n'apparaît pas).
- Philippe II d'Espagne, roi d'Espagne et roi d'Angleterre de jure uxoris - Époux de Marie Tudor, catholique pur et dur (mentionné, mais n'apparaît pas).
- Élisabeth Tudor, Reine d'Angleterre - Appelée Élisabeth Ire, une protestante tolérante.
- Sir William Cecil - Conseiller de la reine Élisabeth Ire.
- François de Guise - Appelé, dans le roman, le Balafré, ce célèbre général français, père d'Henri Ier de Guise et oncle de Marie, reine d'Écosse, est un catholique convaincu.
- Charles, cardinal de Lorraine - Maître espion, frère cadet du Balafré et oncle de Marie Stuart, un catholique convaincu.
- Marie Stuart, Reine d'Écosse - Une catholique, brièvement Reine Consort de France, nièce du Balafré et du Cardinal Charles, Marie Stuart.
- François II, roi de France - Fils d'Henri II et de Catherine de Médicis, premier époux de Marie Stuart, catholique pur et dur.
- Catherine de Médicis - Reine consort de France et reine régente sous le règne de son fils Charles, épouse d'Henri II, mère de François II, de Charles IX, d'Henri III et Margot, catholique tolérante.
- Sir Francis Walsingham - Secrétaire et maître espion de la reine Élisabeth Ire.
- Sir Francis Throckmorton - Conspirateur contre la reine Élisabeth Ire.
- Sir Francis Drake - Commandant de la flotte anglaise.
- Henri, Duc de Guise - Chef de la Ligue catholique française, fils du Balafré.
- Charles IX, roi de France - Fils d'Henri II de France et de Catherine de Médicis, frère cadet de François II.
- Gaspard de Coligny - Amiral de France et chef protestant, conseiller de Charles IX.
- Henri III, roi de France - Fils d'Henri II de France et de Catherine de' Médicis, frère cadet de François II et de Charles IX.
- Princesse Margot, princesse de France - Fille d'Henri II de France et de Catherine de Médicis, amante d'Henri Ier, duc de Guise, mariée à Henri de Navarre.
- Henri IV, roi de France et de Navarre - protestant, marié à la princesse Margot pour négocier la paix entre catholiques et protestants.
- Robert Cecil, comte de Salisbury - Fils de William, conseiller et secrétaire d'État auprès de la reine Élisabeth Ire et du roi Jacques.
- Jacques VI et Ier, roi d'Écosse, et plus tard, d'Angleterre - Fils de Marie Stuart et Lord Darnley.
- Guy Fawkes - Un conspirateur catholique dans la Conspiration des Poudres.
- Thomas Percy - Un conspirateur catholique dans la Conspiration des Poudres.

### Autres personnages principaux
- Alice Willard - Mère de Ned et Barney, veuve de l'ancien maire de Kingsbridge, une marchande prospère de Kingsbridge et une protestante tolérante.
- Sir Reginald Fitzgerald - Père de Margery et Rollo, maire de Kingsbridge, un catholique vindicatif.
- Bart Shiring - Fils du comte de Shiring, prétendant rival pour la main de Margery.
- Swithin, comte de Shiring - Père de Bart.
- Évêque Julius de Kingsbridge - Un catholique convaincu qui veut acheter à Sir Reginald Fitzgerald le prieuré de Kingsbridge.
- Philbert Cobley - Un marchand protestant puritain de Kingsbridge qui détient un culte protestant secret et interdit.
- Dan Cobley - Fils de Philbert, un marchand protestant puritain de Kingsbridge.
- Isabelle Palot - Mère de Sylvie, une protestante.
- Louise, Marquise de Nîmes - Une aristocrate protestante, membre de la congrégation de Sylvie.
- Carlos Cruz - Un commerçant de Séville, cousin des Willard, un catholique tolérant.
- Odette - Servante de Véronique de Guise, plus tard épouse de Pierre Aumande.
- Nath - Servante travaillant pour Pierre Aumande, une protestante.
- Alain de Guise - Beau-fils de Pierre Aumande, un protestant.
- Bella - Une distillatrice de rhum métisse et entreprenante sur l'île caribéenne d'Hispaniola.
- Alfonso Willard - Le fils de Bella et de Barney Willard, finalement emmené en Angleterre et devenu maire de Kingsbridge.

### Autres personnages avecspoilers
- Bartlet Shiring - Premier fils de Margery et officiellement de Bart Shiring (en fait Swithin), comte de Shiring après Bart.
- Roger - Second fils de Margery et officiellement de Bart Shiring (en fait Ned), député de Kingsbridge et membre du conseil privé du roi après Ned.
- Donal Gloster - Ancien employé de Philbert Cobley qui tente de séduire Ruth Cobley, la fille de Philbert Cobley. Son échec le rend alcoolique et manipulable par Rollo puis Ned.
- Jonas Bacon - Capitaine du Hawk, navire saisi à Calais par les Français qui a ruiné Sir Reginald Fitzgerald puis Alice Willard par non remboursement.